# 布孔语
布孔语是一种在中国云南省江城哈尼族彝族自治县、墨江哈尼族自治县和镇沅彝族哈尼族拉祜族自治县使用的南部彝语。